# Дрізд рудоволий
Дрізд рудоволий (Turdus ruficollis) — вид горобцеподібних птахів родини дроздових (Turdidae).

## Розповсюдження
Гніздиться у Східному Сибіру, на півночі Монголії та північному заході Китаю. Зимує в Китаї, М'янмі та Північно-Східній Індії. Також були задокументовані зимові міграції поодиноких птахів в пустелю Гобі, Японію, Тайвань, Таїланд та іноді в Європу. Птахи населяють ліси до висоти 3900 метрів, річкові долини, чагарникові степи та сади.

## Опис
Довжина тіла сягає від 24 до 27 сантиметрів, вага від 63 до 103 г. Між статями існує невеликий статевий диморфізм. У самців верхня частина голови, вушні раковини, спина, крила і хвостове пір'я забарвлені від сірого до сіро-коричневого. Горло червонувато-коричневого кольору, включаючи верхню область грудей. Черево і боки від світло-сірого до вохристого кольору. Оперення самиць схоже за кольором на оперення самців, але в цілому блідіше, а також має кілька маленьких чорних цяток в ділянці горла.